# Sunshine Kitty
Albums de Tove Lo
Blue Lips
(2017)
Singles
1. Glad He's Gone
Sortie : 31 mai 2019
2. Bad as the Boys (en)
Sortie : 2 août 2019
3. Jacques (en)
Sortie : 28 août 2019
4. Really Don't Like U (en)
Sortie : 6 septembre 2019
5. Sweettalk My Heart (en)
Sortie : 18 septembre 2019
6. Bikini Porn (en)
Sortie : 15 janvier 2020
7. I'm Coming (en)
Sortie : 20 mars 2020
8. Sadder Badder Cooler (it)
Sortie : 22 mai 2020

Sunshine Kitty est le quatrième album studio de l'auteure-compositrice-interprète suédoise Tove Lo. Il est sorti le 20 septembre 2019 sous le label Island Records.

## Liste des pistes
| Édition Standard | Édition Standard                                   | Édition Standard                                                                                   | Édition Standard             | Édition Standard | Édition Standard | Édition Standard | Édition Standard | Édition Standard | Édition Standard |
| No               | Titre                                              | Auteur                                                                                             | Producteur                   | Durée            |                  |                  |                  |                  |                  |
| ---------------- | -------------------------------------------------- | -------------------------------------------------------------------------------------------------- | ---------------------------- | ---------------- | ---------------- | ---------------- | ---------------- | ---------------- | ---------------- |
| 1.               | Gritty Pretty (Intro)                              | - Tove Lo - Ludvig Söderberg - Jakob Jerlström                                                     | The Struts                   | 0:45             |                  |                  |                  |                  |                  |
| 2.               | Glad He's Gone                                     | - Tove Lo - Shellback - Ludvig Söderberg - Jakob Jerlström                                         | - The Struts - Shellback     | 3:16             |                  |                  |                  |                  |                  |
| 3.               | Bad as the Boys (en) (featuring Alma)              | - Tove Lo - Ludvig Söderberg - Jakob Jerlström                                                     | The Struts                   | 3:06             |                  |                  |                  |                  |                  |
| 4.               | Sweettalk My Heart (en)                            | - Tove Lo - Ludvig Söderberg - Svante Halldin - Jakob Hazell                                       | - A Strut - Jack & Coke (en) | 2:59             |                  |                  |                  |                  |                  |
| 5.               | Stay Over                                          | - Tove Lo - Ludvig Söderberg - Svante Halldin - Jakob Hazell                                       | - A Strut - Jack & Coke      | 3:09             |                  |                  |                  |                  |                  |
| 6.               | Are U Gonna Tell Her (featuring MC Zaac (pt))      | - Tove Lo - Ludvig Söderberg - Jakob Jerlström - Isaac Daniel - Umberto Tavares - Jefferson Junior | The Struts                   | 2:38             |                  |                  |                  |                  |                  |
| 7.               | Jacques (en) (avec Jax Jones)                      | - Tove Lo - Timucin Aluo - Mark Ralph (en)                                                         | - Jax Jones - Mark Ralph     | 3:23             |                  |                  |                  |                  |                  |
| 8.               | Mateo                                              | - Tove Lo - Ludvig Söderberg - Jakob Jerlström - Max Martin                                        | The Struts                   | 2:49             |                  |                  |                  |                  |                  |
| 9.               | Come Undone                                        | - Tove Lo - Ludvig Söderberg - Svante Halldin - Jakob Hazell                                       | - A Strut - Jack & Coke      | 2:57             |                  |                  |                  |                  |                  |
| 10.              | Equally Lost (featuring Doja Cat)                  | - Tove Lo - Mattias Larsson - Robin Fredriksson - Amalaratna Dlamini - Max Martin                  | Mattman & Robin (en)         | 2:14             |                  |                  |                  |                  |                  |
| 11.              | Really Don't Like U (en) (featuring Kylie Minogue) | - Tove Lo - Ian Kirkpatrick - Caroline Ailin                                                       | Ian Kirkpatrick              | 3:45             |                  |                  |                  |                  |                  |
| 12.              | Shifted                                            | - Tove Lo - Ludvig Söderberg - Svante Halldin - Jakob Hazell                                       | - A Strut - Jack & Coke      | 3:12             |                  |                  |                  |                  |                  |
| 13.              | Mistaken                                           | - Tove Lo - Joel Little (en)                                                                       | Joel Little                  | 2:56             |                  |                  |                  |                  |                  |
| 14.              | Anywhere U Go                                      | - Tove Lo - Ludvig Söderberg - Svante Halldin - Jakob Hazell                                       | - A Strut - Jack & Coke      | 3:09             |                  |                  |                  |                  |                  |
| 40:19            |                                                    | |                              |                  |                  |                  |                  |                  |                  |

| Sunshine Kitty - Paw Prints Edition | Sunshine Kitty - Paw Prints Edition                                          | Sunshine Kitty - Paw Prints Edition                                                                              | Sunshine Kitty - Paw Prints Edition                         | Sunshine Kitty - Paw Prints Edition | Sunshine Kitty - Paw Prints Edition | Sunshine Kitty - Paw Prints Edition | Sunshine Kitty - Paw Prints Edition | Sunshine Kitty - Paw Prints Edition | Sunshine Kitty - Paw Prints Edition |
| No                                  | Titre                                                                        | Auteur | Producteur                                                  | Durée                               |                                     |                                     |                                     |                                     |                                     |
| ----------------------------------- | ---------------------------------------------------------------------------- | --- | ----------------------------------------------------------- | ----------------------------------- | ----------------------------------- | ----------------------------------- | ----------------------------------- | ----------------------------------- | ----------------------------------- |
| 1.                                  | Sadder Badder Cooler (it)                                                    | - Tove Lo - Elvira Anderfjärd - Max Martin                                                                       | - Elvira Anderfjärd - Chris Gehringer (en) - Michael Ilbert | 2:51                                |                                     |                                     |                                     |                                     |                                     |
| 2.                                  | Bikini Porn (en)                                                             | - Tove Lo - Finneas O'Connell - Jakob Hazell - Svante Halldin - Ludvig Söderberg                                 | - Finneas - A Strut - Jack & Coke                           | 2:42                                |                                     |                                     |                                     |                                     |                                     |
| 3.                                  | I'm Coming (en) (Spotify Studios Recording)                                  | - Tove Lo - Veronica Maggio - Stefan Olsson - Christian Walz (en)                                                | - Gustav Weber Vernet - Elvira Anderfjärd                   | 3:16                                |                                     |                                     |                                     |                                     |                                     |
| 4.                                  | Passion and Pain Taste the Same When I'm Weak                                | - Tove Lo - Finneas O'Connell                                                                                    | Finneas                                                     | 4:00                                |                                     |                                     |                                     |                                     |                                     |
| 5.                                  | Gritty Pretty (Intro)                                                        | - Tove Lo - Ludvig Söderberg - Jakob Jerlström                                                                   | The Struts                                                  | 0:45                                |                                     |                                     |                                     |                                     |                                     |
| 6.                                  | Glad He's Gone                                                               | - Tove Lo - Shellback - Ludvig Söderberg - Jakob Jerlström                                                       | - The Struts - Shellback                                    | 3:16                                |                                     |                                     |                                     |                                     |                                     |
| 7.                                  | Bad as the Boys (featuring Alma)                                             | - Tove Lo - Ludvig Söderberg - Jakob Jerlström                                                                   | The Struts                                                  | 3:06                                |                                     |                                     |                                     |                                     |                                     |
| 8.                                  | Sweettalk My Heart                                                           | - Tove Lo - Ludvig Söderberg - Svante Halldin - Jakob Hazell                                                     | - A Strut - Jack & Coke                                     | 2:59                                |                                     |                                     |                                     |                                     |                                     |
| 9.                                  | Stay Over                                                                    | - Tove Lo - Ludvig Söderberg - Svante Halldin - Jakob Hazell                                                     | - A Strut - Jack & Coke                                     | 3:09                                |                                     |                                     |                                     |                                     |                                     |
| 10.                                 | Are U Gonna Tell Her (featuring MC Zaac)                                     | - Tove Lo - Ludvig Söderberg - Jakob Jerlström - Isaac Daniel - Umberto Tavares - Jefferson Junior               | The Struts                                                  | 2:38                                |                                     |                                     |                                     |                                     |                                     |
| 11.                                 | Jacques (avec Jax Jones)                                                     | - Tove Lo - Timucin Aluo - Mark Ralph                                                                            | - Jax Jones - Mark Ralph                                    | 3:23                                |                                     |                                     |                                     |                                     |                                     |
| 12.                                 | Mateo                                                                        | - Tove Lo - Ludvig Söderberg - Jakob Jerlström - Max Martin                                                      | The Struts                                                  | 2:49                                |                                     |                                     |                                     |                                     |                                     |
| 13.                                 | Come Undone                                                                  | - Tove Lo - Ludvig Söderberg - Svante Halldin - Jakob Hazell                                                     | - A Strut - Jack & Coke                                     | 2:57                                |                                     |                                     |                                     |                                     |                                     |
| 14.                                 | Equally Lost (featuring Doja Cat)                                            | - Tove Lo - Mattias Larsson - Robin Fredriksson - Amalaratna Dlamini - Max Martin                                | Mattman & Robin                                             | 2:14                                |                                     |                                     |                                     |                                     |                                     |
| 15.                                 | Really Don't Like U (featuring Kylie Minogue)                                | - Tove Lo - Ian Kirkpatrick - Caroline Ailin                                                                     | Ian Kirkpatrick                                             | 3:45                                |                                     |                                     |                                     |                                     |                                     |
| 16.                                 | Shifted                                                                      | - Tove Lo - Ludvig Söderberg - Svante Halldin - Jakob Hazell                                                     | - A Strut - Jack & Coke                                     | 3:12                                |                                     |                                     |                                     |                                     |                                     |
| 17.                                 | Mistaken                                                                     | - Tove Lo - Joel Little                                                                                          | Joel Little                                                 | 2:56                                |                                     |                                     |                                     |                                     |                                     |
| 18.                                 | Anywhere U Go                                                                | - Tove Lo - Ludvig Söderberg - Svante Halldin - Jakob Hazell                                                     | - A Strut - Jack & Coke                                     | 3:09                                |                                     |                                     |                                     |                                     |                                     |
| 19.                                 | Are U Gonna Tell Her? (Heavy Baile Remix) (featuring MC Zaac et Heavy Baile) | - Tove Lo - Ludvig Söderberg - Jakob Jerlström - Isaac Daniel - Umberto Tavares - Jefferson Junior - Heavy Baile | - The Struts - Heavy Baile                                  | 2:45                                |                                     |                                     |                                     |                                     |                                     |
| 20.                                 | Sweettalk My Heart (Team Salut Remix)                                        | - Tove Lo - Ludvig Söderberg - Svante Halldin - Jakob Hazell                                                     | - A Strut - Jack & Coke - Team Salut                        | 2:59                                |                                     |                                     |                                     |                                     |                                     |
| 21.                                 | Sweettalk My Heart (Live at Vevo)                                            | - Tove Lo - Ludvig Söderberg - Svante Halldin - Jakob Hazell                                                     | Gustav Weber Vernet                                         | 3:24                                |                                     |                                     |                                     |                                     |                                     |
| 22.                                 | Mistaken (Live at Vevo)                                                      | - Tove Lo - Joel Little                                                                                          |                                                             | 2:59                                |                                     |                                     |                                     |                                     |                                     |
| 59:33                               |                                                                              | |                                                             |                                     |                                     |                                     |                                     |                                     |                                     |

## Classements
| Classement (2019)                  | Meilleure position |
| ---------------------------------- | ------------------ |
| Australie (ARIA Charts)            | 54                 |
| Belgique (Flandre Ultratop)        | 75                 |
| Belgique (Wallonie Ultratop)       | 117                |
| Canada (Canadian Albums)           | 49                 |
| Écosse (OCC)                       | 90                 |
| Espagne (Promusicae)               | 97                 |
| États-Unis (Billboard 200)         | 61                 |
| Finlande (Suomen virallinen lista) | 20                 |
| France (SNEP)                      | 169                |
| Irlande (IRMA)                     | 57                 |
| Lituanie (AGATA)                   | 7                  |
| Norvège (VG-lista)                 | 22                 |
| Pays-Bas (Mega Album Top 100)      | 51                 |
| Royaume-Uni (UK Albums Chart)      | 90                 |
| Suède (Sverigetopplistan)          | 19                 |
| Suisse (Schweizer Hitparade)       | 88                 |